# Peter Arnett

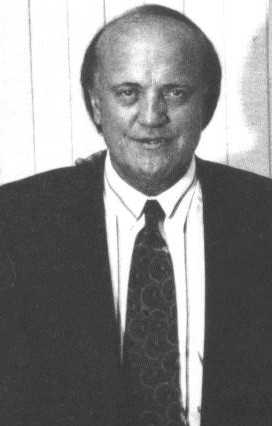
Peter Arnett

Peter Arnett (ur. 13 listopada 1934 roku w Riverton, Nowa Zelandia) – dziennikarz. Debiutował w 1951 roku w gazecie The Southland Times w Invercargill. Pracował jako reporter Associated Press, dla której relacjonował konflikt w Laosie. Pisał dla National Geographic, potem dla różnych sieci telewizyjnych, w tym CNN. Zajmował się wojnami, między innymi wietnamską i wojną w Zatoce. Za pracę w Wietnamie (dla Associated Press, 1962-75) dostał Pulitzera w 1966 roku.
Styl jego reportaży z Wietnamu niezbyt podobał się administracji Johnsona, gdyż ujawniał cierpienie cywilnej ludności. Demaskował też kłamstwa dowództwa amerykańskiej armii. Opisał starcie żołnierzy amerykańskich z Wietkongiem, które widział z pokładu helikoptera. Kolumna Zaopatrzenia 21 została zaskoczona i zmasakrowana. Po ukazaniu się artykułu dowództwo Marines zaprzeczyło, jakoby taka jednostka w ogóle istniała. Arnett i fotograf Tim Page, którzy ratowali rannych żołnierzy, mieli jednak dowód tych wydarzeń w postaci zdjęć.
Za artykuł o misji spod Hillem 875 zażądano usunięcia go z agencji i odwołania z Wietnamu. Prezydent Lyndon Johnson stwierdził w 1965 roku, że Arnett jest “bardziej szkodliwy dla sprawy amerykańskiej niż cały batalion Wietkongu”. Arnett Pozostał w Sajgonie po jego upadku i spotkał się z żołnierzami armii północnowietnamskiej.
Dla CNN pracował w latach 1981-99. W czasie wojny w Zatoce stał się słynny na całym świecie dzięki nadawaniu przez 5 tygodni na żywo bezpośrednio z Bagdadu. Znów oskarżano go o "niepatriotyczne dziennikarstwo". Uzyskał wywiad z Saddamem Husajnem krótko po wybuchu wojny.
W marcu 1997 roku przeprowadził wywiad z Osamą bin Ladenem. Nadawał z Afganistanu w czasie amerykańskiej inwazji na przełomie 2001 i 2002 roku dla telewizji o wysokiej rozdzielczości HDNet.
W Iraku w 2003 roku udzielił wywiadu państwowej telewizji irackiej, krytycznie wypowiadając się o trwającej już wojnie. Spowodowało to odwrócenie się od niego głównych pracodawców (NBC, MSNBC, National Geographic). Przeszedł do mediów krytycznych wobec tego konfliktu.